# Louis Drechsler
Louis Drechsler (* 1827; † 25. Juni 1860 in Edinburgh) war ein deutscher Cellist.
Der Sohn des Dessauer Cellisten Karl Drechsler studierte 1845 Cello bei Auguste-Joseph Franchomme und wurde Cellist in der Dessauer Hofkapelle. Später wirkte er in Edinburgh. Er war der Onkel des Cellisten und Dirigenten Carl Drechsler Hamilton und der Geigerin und Dirigentin Bertha Drechsler Adamson.